# Alpii Glarus

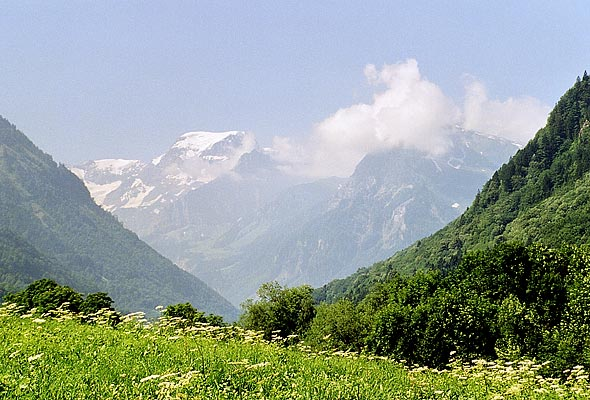
Alpii Glarus

Alpii Glarus - lanț muntos din Alpii Centrali se întind la nord de Rinul anterior, fiind situați în cea mai mare parte în cantonul Glarus din partea central-estică a Elveției. Se învecinează la vest cu Alpii Bernezi, de care-i desparte valea râului Reuss, valea Rinului anterior îi desparte de Alpii Lepontini la sud și de Alpii Rhatikon la est. În nord se întind până la Lacul Wallen (Wallensee).

## Vârfuri
Multe din vârfuri sunt acoperite de gheață, inclusiv Tödi- cel mai înalt (3.614 m).
Lista principalelor vârfuri din Alpii Glarus:
| Tödi                    | 3623 m |
| Bifertenstock           | 3426 m |
| Piz Urlaun              | 3371 m |
| Oberalpstock            | 3330 m |
| Gross Scheerhorn        | 3296 m |
| Claridenstock           | 3270 m |
| Dussistock              | 3262 m |
| Ringelspitz             | 3251 m |
| Brigelserhorner highest | 3250 m |
| Grosse Windgalle        | 3192 m |
| Hausstock               | 3152 m |
| Gross Ruchen            | 3136 m |
| Piz Segnes              | 3102 m |
| Piz Giuf                | 3098 m |
| Crispalt                | 3080 m |
| Bristenstock            | 3074 m |
| Selbsanft               | 3029 m |
| Vorab                   | 3025 m |
| Tschingelhorner Elm     | 2850 m |
| Piz Sol Grauehorner     | 2849 m |
| Calanda                 | 2808 m |
| Karpfstock              | 2797 m |
| Mageren                 | 2528 m |
| Murtschenstock          | 2442 m |

## Trecători
Principalele trecători din Alpii Glarus sunt:
| Denumire                   | Traseu                              | Acces               | Înălțime (m) | Înălțime (m) |
| -------------------------- | ----------------------------------- | ------------------- | ------------ | ------------ |
| Clariden                   | de la Amsteg la Linthal             | acoperită de zăpadă | 2969 m       |              |
| Planura                    | de la Amsteg la Linthal             | acoperită de zăpadă | 2940 m       |              |
| Kammlilucke sau Scheerjoch | de la Maderanertal la Unterschächen | acoperită de zăpadă | 2848 m       |              |
| Sardona                    | de la Flims la Bad Ragaz            | acoperită de zăpadă | 2840 m       |              |
| Sand Alp                   | de la Disentis la Linthal           | acoperită de zăpadă | 2780 m       |              |
| Brunni                     | de la Disentis la Amsteg            | acoperită de zăpadă | 2736 m       |              |
| Segnes                     | de la Elm la Flims                  | cărare              | 2625 m       |              |
| Kisten                     | de la Linthal la Ilanz              | drum forestier      | 2500 m       |              |
| Panixer                    | de la Elm la Ilanz                  | drum forestier      | 2407 m       |              |
| Chrüzli                    | de la Amsteg la Sedrun              | cărare              | 2350 m       |              |
| Foo sau Ramin              | de la Elm la Weisstannen            | drum forestier      | 2222 m       |              |
| Oberalp                    | de la Andermatt la Disentis         | drum de căruțe      | 2048 m       |              |
| Klausen                    | de la Altdorf la Linththal          | drum de căruțe      | 1952 m       |              |